# Liste der denkmalgeschützten Objekte in Rosental an der Kainach
Die Liste der denkmalgeschützten Objekte in Rosental an der Kainach enthält die 3 denkmalgeschützten, unbeweglichen Objekte der österreichischen Gemeinde Rosental an der Kainach im steirischen Bezirk Voitsberg.

## Denkmäler
| Foto |                 | Denkmal                                                       | Standort                                      | Beschreibung | Metadaten |
| ---- | --------------- | ------------------------------------------------------------- | --------------------------------------------- | ------------ | --- |
| ja   | Datei hochladen | Volksschule Rosental HERIS-ID: 109903 Objekt-ID: 127546       | Hauptstraße 31 Standort KG: Rosenthal         |              | BDA-Hist.: Q37815945 Status: § 2a Stand der BDA-Liste: 2025-06-30 Name: Volksschule Rosental GstNr.: .319                            |
| ja   | Datei hochladen | Ortskapelle HERIS-ID: 102634 Objekt-ID: 119081                | südlich Hauptstraße 74 Standort KG: Rosenthal |              | BDA-Hist.: Q37791084 Status: § 2a Stand der BDA-Liste: 2025-06-30 Name: Ortskapelle GstNr.: .121 Ortskapelle Rosental an der Kainach |
| ja   | Datei hochladen | Karlschacht-Mannschaftsbad HERIS-ID: 101446 Objekt-ID: 117776 | Karlschacht 1 Standort KG: Rosenthal          |              | BDA-Hist.: Q37787929 Status: § 2a Stand der BDA-Liste: 2025-06-30 Name: Karlschacht-Mannschaftsbad GstNr.: .272/1, .272/2            |